# Тарабан Микола
Тарабан Микола (псевдо: «Туча», «Туча С.») (30 березня 1921, с. Будомир, (тепер в гміні Горинець-Здруй Любачівський повіт, Підкарпатське воєводство) — 28 квітня 2013, Лас-Вегас, США 
) — військовий діяч, хорунжий УПА, з липня 1945 року командир сотні «Месники-2» куреня «Месники» ТВ-27 «Бастіон» Військової округи-6 «Сян» групи УПА-Захід.

## Життєпис

Микола Тарабан праворуч

Вояк дивізії «Галичина» (1943-1944). 
В УПА з весни 1944 р. Ройовий (1944), чотовий сотні “Месники-1” (11.1944-03.1945), командир сотні “Месники-2” куреня “Месники” ТВ-27 «Бастіон» ВО-6 «Сян» (07.-09.1945; 06.1946-08.1947). Ст. булавний (?), хорунжий УПА (1.07.1949).
З групою вояків протягом липня-серпня 1948 року перейшов до Західної Німеччини. 
Згодом переїхав до США. Член Об’єднання колишніх вояків УПА США і Канади, член контрольної комісії ГУ ОКВ. Проживав у м. Чикаго, штат Іллінойс, згодом – м. Лас-Вегас, штат Невада. Був власником мотелю «Shamrock» у місті Вісконсин Деллс (штат Вісконсин).
Помер 28 квітня 2013 року в Лас-Вегасі. Похований на цвинтарі Цвинтарі святого Андрія (Саут-Баунд-Брук).